# 극한도전
극한도전은 2015년 6월 14일부터 매주 일요일 21:05시에 상하이 미디어 그룹(상하이 미디어 그룹, Shanghai Media Group)의 종합편성채널인 동방위성TV에 방영되는 버라이어티쇼이다. 매 회차별로 룰이 바뀌며, 촬영지가 다채롭고 세트장 스케일이 크다. 고정 출연진은 시즌1~시즌2 기준 6명이다.

## 개요
- 2015년 6월 14일(일요일): <극한도전>이라는 제목과 <극한에 도전한다>라는 부제를 갖고 동방위성 TV 프로그램내 한 코너에서 방영된다.
- 시즌제로 구성되어 방영된다.
- 현재 극한도전7이 방영되고 있다.

## 등장인물
- 순홍레이
- 황레이
- 황보
- 왕쉰
- 나지상
- 장이씽[1]

## 방영 목록

### 시즌1
| 회차 | 방영일          | 촬영지             | 회차 주제                                                                       | 우승                  |
| 1x01 | 2015년 6월 14일 | 상하이             | (초반부) 개인전 - 서바이벌 (후반부) 팀 대항전 - 숫자 12에 먼저 도달하는 팀 승리 | 쑨홍레이 & 왕쑨 팀    |
| 1x02 | 2015년 6월 21일 | 상하이             | 개인전 - 금괴 대작전                                                            | 장이씽                |
| 1x03 | 2015년 6월 28일 | 상하이             | 팀 대항전 - 직업 체험 & 가장 많은 돈을 번 팀 승리                               | 황보, 왕쑨, 장이씽 팀 |
| 1x04 | 2015년 7월 5일  | 상하이             | 협동전 - 폭탄을 막아라                                                          | 미션 실패             |
| 1x05 | 2015년 7월 12일 | 충칭               | 개인전 - 진짜 옥이 든 상자 찾아내기                                             | 왕쑨 + 게스트 출연자  |
| 1x06 | 2015년 7월 19일 | 윈난 성            | 개인전 - 고양이 & 생쥐 놀이                                                     | 장이씽                |
| 1x07 | 2015년 7월 26일 | 리장               | (초반부) 개인전 - 왕 게임 (후반부) 팀 대항전 - 옥룡설산(玉龍雪山) 등반          | N/A                   |
| 1x08 | 2015년 8월 2일  | 칭다오             | 협동전 - 무인도에 갇힌 황레이, 황보를 구출 하라                                 | 미션 성공             |
| 1x09 | 2015년 8월 9일  | 알리바바 사무실 외 | 개인전 - 알리바바 신입 오리엔테이션                                             | 뤄지샹                |
| 1x10 | 2015년 9월 6일  | 상하이             | 개인전 - 가장 많은 양의 얼음을 옮기기                                           | 왕쑨 + 게스트 출연자  |
| 1x11 | 2015년 9월 13일 | 난징               | (초반부) 협동전 - 실사 게임 전략 (후반부) 팀 대항전 - 스파이 게임               | 경찰 + 일반인 팀      |
| 1x12 | 2015년 9월 20일 | 상하이             | 팀 대항전 - 서바이벌: 바이러스 vs 인간                                          | 인간                  |
| 1x13 | 2015년 10월 5일 | 선전               | 팀 대항전 - 공주님 놀이                                                         | 극한도전 팀           |

### 시즌2
| 회차 | 방영일          | 촬영지                 | 회차 주제                              | 우승               |
| 2x01 | 2016년 4월 17일 | 상하이                 | 상하이 한가운데에서 각 멤버 찾기       | 성공               |
| 2x02 | 2016년 4월 24일 | 불명                   | 삼국지 게임                            | 오 나라(황레이 팀) |
| 2x03 | 2016년 5월 1일  | 상하이                 | 협동전 - 개별 미션 달성                | 실패               |
| 2x04 | 2016년 5월 8일  | 하이난                 | 팀 대항전 - 저렴하게 하이난 관광하기   | 성공               |
| 2x05 | 2016년 5월 15일 | 타이페이               | 연합전 - "꽃보다 남자" 재현하기        | 성공               |
| 2x06 | 2016년 5월 22일 | 대만                   | 팀 대항전 - 자전거 여행                | 쑨홍레이 + 왕쑨    |
| 2x07 | 2016년 5월 29일 | 광저우                 | 상속자들 2                             | 왕쑨               |
| 2x08 | 2016년 5월 29일 | 허난 성                | 협동전 - '웃음 되찾기' 대작전          | 성공               |
| 2x09 | 2016년 6월 12일 | 서울, 알리바바 본사 외 | 팀 대항전 - 거북이 & 토끼 달리기 시합  | 거북이 팀          |
| 2x10 | 2016년 6월 19일 | 상하이                 | 팀 대항전 - 스파이 게임                | 일반인 패          |
| 2x11 | 2016년 6월 26일 | 샤먼                   | 개인전 - 인생 여정 The Journey to Life | 왕쑨               |
| 2x12 | 2016년 7월 3일  | 상하이, 베이징         | 극한도전 특집 가요제                   | N/A                |